# Gee, Baby, Ain't I Good to You
Gee, Baby, Ain't I Good to You (ursprungligen Gee, Ain't I Good to You) är en jazzlåt skriven 1929 av Andy Razaf (text) och Don Redman (musik) och samma år spelade Redman in den med McKinney's Cotton Pickers. Mest känd är inspelningen från 1943 med The King Cole Trio, men andra artister som spelat in låten innefattar, bland andra, Fats Waller, Dizzy Gillespie, Count Basie, Billie Holiday, Peggy Lee, Ella Fitzgerald, Stanley Turrentine, Sonny Clark, Art Blakey, Ray Charles, Kenny Burrell, Hot Lips Page, Diana Krall, The Coasters, Bill Wurtz, och Geoff Muldaur.